# تطوير برنامج الطاقم التجاري

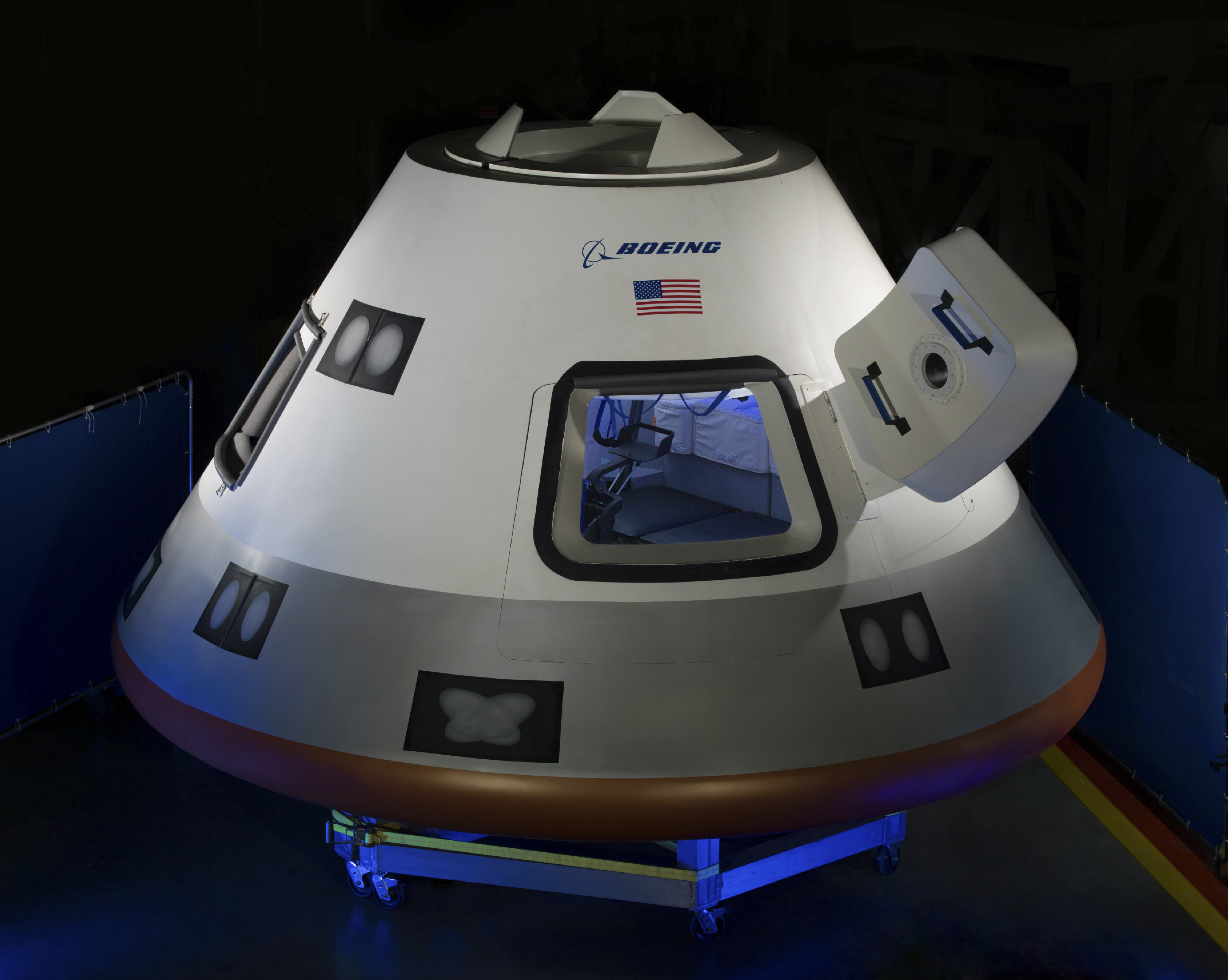

بدأ تطوير برنامج الطاقم التجاري (بالإنجليزية: Development of the Commercial Crew Program)، في المرحلة الثانية من برنامج تطوير الطاقم التجاري (CCDev)، والذي حُوِّل من برنامج لتطوير التقنيات الخاصة بالرحلات الفضائية المأهولة إلى برنامج تطوير تنافسي مختص بإنتاج مركبات فضائية لتُستخدَم في برنامج الطاقم التجاري. وبدايةً من عام 2011، كانت وكالة ناسا تشتري التصاميم التصورية الخاصة بالمركبات المأهولة من شركات خاصة، والتي كانت لغرض حمل رواد الفضاء الأمريكيين والدوليين من وإلى محطة الفضاء الدولية (ISS). مُنحت العقود التشغيلية لإرسال رواد الفضاء في شهر سبتمبر 2014 إلى شركتي سبيس إكس وبوينغ.
أجرت كل شركة رحلةً اختباريةً غير مأهولة في عام 2019. وصلت مركبة دراغون 2، الخاصة برحلة دراغون التجريبية 1 لشركة سبيس إكس، إلى محطة الفضاء الدولية في مارس 2019، ثم عادت إلى الأرض عبر هبوطها على سطح المحيط الأطلسي. فشلت الرحلة المدارية الاختبارية لمركبة سي إس تي 100 ستار لاينر، الخاصة بشركة بوينغ، في الوصول إلى المحطة بسبب شذوذ في الوقت المنقضي للمهمة في ديسمبر 2019، ولكن أنهت المركبة بعض الأهداف الاختبارية الأخرى ونجحت في الهبوط بأمان على الوسائد الهوائية. ولهذا، اتفقت شركة بوينغ مع وكالة ناسا أن تُعيد الرحلة المدارية الاختبارية الخاصة بها في خريف عام 2020. وفي أثناء فترة إكمال الرحلات الاختبارية، تتعاقد كلتا الشركتين مع وكالة ناسا على تزويدها بست رحلات إلى محطة الفضاء الدولية. أُعلن عن أول مجموعة من رواد الفضاء في يوم 3 أغسطس 2018. ومن المتوقع أن تبدأ كلتا الشركتين في إطلاق رواد الفضاء من الولايات المتحدة بدءًا من شهر مايو 2020 لشركة سبيس إكس، بينما أُعلن في يوم 6 أبريل 2020 أن شركة بوينغ ستعيد رحلتها المدارية الاختبارية ما يعني الرحلة المأهولة الاختبارية ستكون في عام 2021.

## المتطلبات
تتضمن المتطلبات الرئيسية عالية المستوى لمركبات الطاقم التجاري ما يلي:
- إرسال أعضاء الطاقم، مع معداتهم، إلى محطة الفضاء الدولية والعودة بهم بأمان.[4][5]
- توفير وسيلة مؤكدة لعودة الطاقم إلى الأرض في حالات الطوارئ.[4]
- أن تُستخدَم باعتبارها مأوًى آمنًا على مدار 24 ساعةً في حالات الطوارئ.[4][5]
- أن تكون قادرةً على البقاء ملتحمةً بالمحطة لمدة 210 أيام.[4][5]

## نظرة عامة على برنامج التطوير
بعد انتهاء نظام النقل الفضائي (STS) في عام 2011، لم يكن لدى وكالة ناسا أي مركبات فضائية محلية قادرةً على إطلاق رواد الفضاء إلى المدار. وستنطلق المبادرة الكبيرة التالية بوكالة ناسا للرحلات الفضائية المأهولة في عام 2022 بدءًا بالبعثة أرتميس 2 على متن نظام الإقلاع الفضائي. وفي هذه الأثناء، استمرت ناسا في إرسال رواد الفضاء إلى محطة الفضاء الدولية على متن مركبة سويوز الفضائية من خلال مقاعد بالمركبة تشتريها الوكالة من روسيا. كانت التكلفة متغيرةً من حين إلى آخر، ووصلت إلى 70.7 مليون دولار لكل راكب في الرحلة الواحدة بين عامي 2016 و2017. كان الغرض من برنامج تطوير الطاقم التجاري (سي سي ديف) تطوير قدرات إطلاق تجارية وآمنة وموثوقة إلى محطة الفضاء الدولية لتُغني عن رحلات المركبة سويوز. أتى برنامج «سي سي ديف» عقب برنامج خدمات النقل المداري التجاري (COTS)، وهو برنامج تجاري لنقل الحمولات إلى محطة الفضاء الدولية. كانت عقود سي سي ديف بنظام السعر الثابت، ونظام الدفع مقابل الأداء لكل مهمة.

### سي سي ديف 1 (CCDev 1)
تكونت المرحلة الأولى من تطوير الطاقم التجاري (سي سي ديف 1) من مبلغ 50 مليون دولار مُنح في عام 2010 إلى خمس شركات أمريكية لتطوير التصورات والتقنيات الخاصة بالرحلات الفضائية المأهولة. منحت وكالة ناسا أموال التطوير إلى خمس شركات في ظل برنامج سي سي ديف 1:
- بلو أوريجين: 3.7 مليون دولار لتطوير منظومة الهروب من الإطلاق (LAS) من النوع «الدافع»، بالإضافة إلى تطوير أوعية الضغط المُركبة.[14]
- بوينغ: 18 مليون دولار لتطوير مركبة سي إس تي 100 ستار لاينر.[15]
- شركة باراغون لتطوير الفضاء: 1.4 مليون دولار لتطوير آلية توصيل وتشغيل لنظام التحكم البيئي ودعم الحياة (ECLSS)، مع وحدة التطوير الهندسي لنظام تنشيط الهواء (ARS).[16]
- شركة سييرا نيفادا: 20 مليون دولار لتطوير مركبة الحلم الفضائية.[17]
- ائتلاف الإطلاق المتحد: 6.7 مليون دولار لتطوير نظام كشف الطوارئ (EDS) ليكون الصاروخ أطلس 5 صالحًا لحمل البشر.[18]

### سي سي ديف 2 (CCDev 2)
في يوم 18 أبريل 2011، منحت ناسا مبلغ 270 مليون دولار تقريبًا إلى أربع شركات لتطوير مركبات فضائية قادرةً على إطلاق رواد الفضاء بعد تقاعد أسطول المكوك الفضائي. تضمنت العروض المُموَّلة ما يلي:
- شركة بلو أوريجين: 22 مليون دولار. تطوير التقنيات الداعمة للتصميم ثنائي المخروطات الخاص بمقدمة المركبات المدارية، بما يشمل محركات الأكسجين السائل والهيدروجين السائل الخاصة بنظام الهروب من الإطلاق.[21][22]
- شركة سييرا نيفادا: 80 مليون دولار. تطوير مركبة الحلم الفضائية.
- شركة سبيس إكس: 75 مليون دولار. تطوير نظام الهروب من الإطلاق المُدمج في مركبة دراغون 2.[23]
- شركة بوينغ: 92.3 مليون دولار. تطوير إضافي لمركبة سي إس تي 100 ستار لاينر.[24]

العروض المختارة دون تمويل وكالة ناسا:
- ائتلاف الإطلاق المتحد: تمديد العمل التطويري على جعل الصاروخ أطلس 5 صالحًا لحمل البشر.[25]
- اقترحت شركتا أليانت تيك سيستمز وأستريوم تطوير الصاروخ ليبرتي.[26] ستشارك وكالة ناسا بخبراتها وتقنياتها فقط.[27][28]
- كانت شركة إكسكاليبور ألماز المتحدة تعمل على تطوير نظام مأهول باستخدام عتاد مُحدث من عصر السوفييت، طُوِّر بغرض الرحلات المدارية السياحية. وقعت الشركة على اتفاقية قانون الفضاء غير المُموَّلة لوضع إطار عمل خاص بتطوير التصاميم التصورية للمركبة الفضائية التابعة للشركة، والتي ستكون مختصةً بنقل أفراد الطاقم إلى المدار الأرضي المنخفض.[29][30]

العروض غير المختارة:
- اقترحت شركة أوربيتال ساينسيز تطوير مركبة بروميثيوس، وهي طائرة فضائية ذات تصميم الجسم الرافع.[31]
- اقترحت شركة باراغون لتطوير الفضاء تطويرًا إضافيًا لنظام تنشيط الهواء الخاص ببرنامج نقل الطاقم التجاري.[32]\اقترحت شركة تي سبيس مركبةً فضائيةً قابلةً لإعادة الاستخدام بغرض نقل الحمولات أو طاقم بسعة ثمانية أفراد.[33]
- اقترح ائتلاف الفضاء المتحد تشغيل المركبتين المتبقيتين من برنامج المكوك الفضائي بشكل تجاري.[34]

### سي سي آي كاب (CCiCap)
سُميت القدرة المتكاملة للطاقم التجاري (سي سي آي كاب) باسم سي سي ديف 3 في البداية. أرادت وكالة ناسا، في هذه المرحلة من البرنامج، أن تقدم العروض تصاميم تصوريةً كاملةً وشاملةً، بما يشمل المركبات الفضائية، ومركبات الإطلاق، وخدمات الإطلاق، والعمليات الأرضية وعمليات المهمة، واستعادة المركبة. في سبتمبر 2011، أطلقت ناسا مسودة طلب تقديم العروض (RFP). مُنحت اتفاقيات قانون الفضاء الممولة في يوم 3 أغسطس 2012، وعُدلت في يوم 15 أغسطس 2015.
أُعلن عن العروض المختارة في يوم 3 أغسطس 2012:
شركة سييرا نيفادا: 212.5 مليون دولار. مركبة الحلم الفضائية، والصاروخ أطلس 5.
شركة سبيس إكس: 440 مليون دولار. مركبة دراغون 2، والصاروخ فالكون 9.
شركة بوينغ: 460 مليون دولار. مركبة سي إس تي 100 ستار لاينر، والصاروخ أطلس 5.

### سي بي سي (CPC) المرحلة الأولى
اختصت المرحلة الأولى من عقد منتجات التصديق (سي بي سي) بتطوير خطة تصديق وفق معايير هندسية، بالإضافة إلى الاختبارات، والتحليلات. كان الفائزون بتمويل المرحلة الأولى من برنامج سي بي سي، والذين أُعلن عنهم في يوم 10 ديسمبر 2012، هم:
- شركة سييرا نيفادا: 10 مليون دولار.
- شركة سبيس إكس: 9.6 مليون دولار.
- شركة بوينغ: 9.9 مليون دولار.

### سي سي تي كاب (CCtCap) – الرحلات المأهولة الممنوحة
تعتبر قدرة نقل الطاقم التجاري (سي سي تي كاب) المرحلة الثانية من برنامج سي بي سي، وكانت تتضمن التطوير النهائي، والاختبارات، وعمليات التحقق التي ستسمح بإطلاق الرحلات التجريبية المأهولة إلى محطة الفضاء الدولية. أطلقت وكالة ناسا مسودة طلب تقديم العروض (RFP) الخاصة ببرنامج سي سي تي كاب في يوم 19 يوليو 2013 على أن يكون الرد في يوم 15 أغسطس 2013. وفي يوم 16 سبتمبر 2014، أعلنت ناسا أن شركتي بوينغ وسبيس إكس استلمتا عقودًا لتنفيذ خدمات الإطلاق المأهولة إلى محطة الفضاء الدولية. يمكن أن تحصل شركة بوينغ على عقد يصل إلى 4.2 مليار دولار، بينما يمكن لشركة سبيس إكس الحصول على عقد يصل إلى 2.6 مليار دولار. وفي نوفمبر 2019، نشرت ناسا أول تقدير لتكلفة المقعد بكل مركبة: 55 مليون دولار بمركبة دراغون 2 لشركة سبيس إكس، و90 مليون دولار بمركبة ستار لاينر لشركة بوينغ. مُنحت بوينغ أيضًا مبلغًا إضافيًا بقيمة 287.2 مليون دولار علاوةً على السعر الثابت للعقد. كان متوسط تكلفة المقعد على متن مركبة سويوز يصل إلى 80 مليون دولار. ومع ذلك، فبعد أخذ الحمولة الإضافية التي تحملها بوينغ ستار لاينر داخل كبسولتها الجديدة في الاعتبار، يمكن أن تصل التكلفة المعدلة لكل مقعد إلى 70 مليون دولار تقريبًا، ولكن ما زالت هذه التكلفة أعلى من تكلفة المقعد على مركبة دراغون المأهولة لشركة سبيس إكس، بالرغم أن دراغون لن تكون قادرةً على حمل حمولة إضافية من البضائع تكافئ راكبًا خامسًا مثل ستار لاينر. ستنطلق كلتا المركبتين، سي إس تي 100 ستار لاينر ودراغون المأهولة، في رحلة غير مأهولة أولًا، على أن تعقبها رحلة تصديقية مأهولة، وبعدها ستنفذ كل مركبة ما يصل إلى ست رحلات تشغيلية إلى محطة الفضاء الدولية.